# Comandante Mark
Il Comandante Mark è un personaggio immaginario, protagonista di una omonima serie a fumetti d'avventura ideata nel 1966 dal gruppo di autori noto come EsseGesse (Pietro Sartoris, Dario Guzzon e Giovanni Sinchetto), già noto per aver creato altre serie a fumetti di successo come Il grande Blek, Capitan Miki, Kinowa e Alan Mistero. La serie esordì in Francia nel luglio 1966 edita dalle edizioni Aventures & Voyages con il nome di Capt'ain Swing e in Italia, nel settembre dello stesso anno, all'interno della Nuova Collana Araldo edita dalle Edizioni Araldo, raggiungendo un buon successo di vendite e venendo pubblicata ininterrottamente fino al 1990 e ristampata tre volte nel corso degli anni.

## Trama
Le avventure del Comandante Mark si svolgono in Ontario tra il 1773 e il 1781 durante la Guerra d'indipendenza americana. Mark è il comandante dei Lupi dell'Ontario, una formazione paramilitare che combatte contro i reggimenti della fanteria di linea  inglesi (Giubbe rosse, ad esempio, Coldstream Guards) di Re Giorgio III. Rimasto orfano in tenera età a seguito di un naufragio, cresce col padre adottivo in un villaggio indiano. Mark decide di aderire alla causa dei patrioti americani quando scopre che suo padre era stato giustiziato dalle Giubbe Rosse. In quest'occasione fa anche la conoscenza di Gufo Triste e Mister Bluff e intorno a loro si riunisce un gruppo di coloni che formeranno un piccolo esercito che prenderà il nome di Lupi dell'Ontario, comandato dallo stesso Mark.
Oltre a Mister Bluff (ex corsaro ed ex compagno di lotta del padre di Mark), Gufo Triste (pellerossa, valoroso combattente e uomo saggio, anche se inguaribilmente pessimista, discendente di uno stregone, nonché capo delle tribù dei grandi laghi) altri comprimari sono El Gancho (un rude marinaio con un uncino alla mano destra), il Dottor Strong (valente medico e capo segreto dei patrioti americani), Betty (la bella bionda dal look collegiale, fidanzata gelosissima di Mark e talvolta protagonista lei stessa di alcune missioni) e il fedele cane Flok.

## Personaggi
- Comandante Mark (1ª apparizione in Collana Araldo n. 1): protagonista del fumetto, è il comandante dei Lupi dell'Ontario.
- Mister Bluff (1ª apparizione in Collana Araldo n. 1): spalla del Comandante Mark, è un combattente dal misterioso passato, e di lui si sa soltanto che è stato per anni un corsaro nei Caraibi e poi ha militato nei “Figli della Libertà” con il padre adottivo di Mark. Sulla quarantina, calvo, robusto, con una barba ispida che rappresenta il suo orgoglio, non ha mai rivelato il suo vero nome. Uomo tutto d'un pezzo, coraggioso e leale come pochi, è forse il più valido tra i Lupi dell'Ontario agli ordini del Comandante Mark. Comprimario che talvolta si trasforma in vero protagonista, ha due autentiche passioni: le locandiere un po' sovrappeso, tra cui gode di un certo successo, e il cane Flok, a cui è affezionatissimo e che non esita a portare con sé in missione. Compagno pressoché inseparabile del pellerossa Gufo Triste, con cui condivide la passione per la buona cucina, lo scanzonato patriota si contraddistingue anche per l'abitudine di pronunciare colorite esclamazioni che hanno spesso ad oggetto la sua “vecchia barbaccia”.
- Gufo Triste (1ª apparizione in Collana Araldo n. 1): spalla del Comandante Mark. Capo supremo delle quattro tribù indiane dei Grandi Laghi, è il trisnipote di un potente stregone dal quale ha ereditato la saggezza e una massima per ogni occasione. Pessimista, raramente allegro, come ben indica il suo nome, indossa un tricorno appartenuto al trisnonno. Audace e leale come tutti i Lupi dell'Ontario agli ordini del Comandante Mark, è abilissimo nella caccia e infaticabile cercatore di tracce. Compagno inseparabile del patriota Mister Bluff, ha con quest'ultimo un unico motivo di lite, la presenza nelle missioni del cane Flok, con cui è in continua baruffa. Profondamente misogino, convinto che le “squaw” vanno trattate più col bastone che con maniere gentili, ha una forte avversione per lo stile di vita dei “visi pallidi”, dei quali però, nonostante l'evidente magrezza, apprezza convintamente la cucina.
- El Gancho (1ª apparizione in Collana Araldo n. 4): Corsaro per tanti anni nei Caraibi, da sempre nemico degli Inglesi, una volta sbarcato sul suolo americano ha abbracciato subito la causa dei Lupi dell'Ontario, mettendo a loro disposizione addirittura un tesoro. In cambio i patrioti gli hanno affidato il comando di una nave che scorrazza per l'Ontario al servizio della libertà americana. Marinaio vecchio stampo, burbero in apparenza ma di indole allegra, ha un uncino al posto della mano destra che incute vero terrore nei nemici. Amico del barbuto Mister Bluff sin dai tempi dei Caraibi, condivide con quest'ultimo svariati segreti che i due solo in poche circostanze hanno voluto rivelare ai loro compagni d'avventura.
- Dottor Strong: valente medico e capo segreto dei patrioti americani.
- Betty Gray (1ª apparizione in Collana Araldo n. 1): eterna fidanzata del Comandante Mark, che ha conosciuto quando entrambi erano solo dei ragazzini, è la vivandiera dei Lupi dell’Ontario. Bionda, bella, all'apparenza dolce e fragile, è in realtà in possesso di un carattere forte e determinato; gelosissima, non esita a sfoderare gli artigli quando intravede una possibile minaccia alla sua relazione con Mark in ciascuna delle tante giovani avventuriere che il Comandante incontra nelle sue missioni. Abilissima cuoca, valida anche come infermiera, non esita a partecipare a pericolose avventure quando lo richiede la causa della libertà americana.

## Storia editoriale
La serie a fumetti esordì nel 1966 e venne pubblicata, all'interno della Nuova Collana Araldo, per 281 numeri fino al 1990. Dopo la conclusione della serie sono stati pubblicati undici albi nella collana annuale Speciale Mark dal 1990 al 2000 e contenenti storie inedite di Guzzon e altri autori.
La prima ristampa della serie si è avuta già nel 1972 e proseguì fino al 1983 per 128 numeri. Dopo la chiusura della serie inedita nel gennaio 1990 il mese successivo esordì la seconda ristampa della serie rivista e corretta nella collana Tutto Mark nella quale ogni albo presentava due storie in ordine cronologico. Una terza ristampa venne edita dalle Edizioni if dal 2002 al 2011, per 122 albi che contengono in ordine cronologico prima tre storie e in seguito due. In allegato alla ristampa vennero pubblicati una serie di racconti illustrati scritti da Gabriele Ferrero, Massimiliano Valentini, Davide Castellazzi e Davide Rigamonti e disegnati tra gli altri da Paolo Morisi e Giovanni Crivello. L'Editoriale Mercury ha iniziato nel 2014 a pubblicare la ristampa a colori degli albi del Comandante Mark.

## Altri media
Nel 1971 è stato realizzato un film turco sul Comandante Mark intitolato "Korkusuz Kaptan Swing" (Comandante Mark capitano coraggioso)  . L'avventura è ripresa dall'ottavo episodio: Il fantasma di Mister Bluff.